# Washington Darts
Washington Darts is een voormalige Amerikaanse voetbalclub uit Washington D.C.. De club werd opgericht in 1967 en opgeheven in 1972. Ze speelden drie seizoenen in de American Soccer League en twee seizoenen in de North American Soccer League. In het seizoen 1968 en 1969 werd het kampioenschap behaald.

## Verhuizing
Na het seizoen in 1971 verhuisde de club naar Miami, Florida om de clubnaam te veranderen naar de Miami Gatos.

## Gewonnen prijzen
- American Soccer League
  - Winnaar (2): 1968, 1969
- North American Soccer League
  - Runner up (1): 1970